# 奇山縣
奇山縣（越南语：／）是越南和平省历史上的一个旧县。面积204.92平方公里，2019年总人口34044人。

## 地理
奇山县东接良山县，东南接金杯县，西和南接和平市，北接河内市巴位县，东北接河内市石室县，西北接富寿省清山县。

## 历史
奇山县（奇山州）在1891年3月18日就已出現，當時法屬印度支那總督下令將芳林省更名為和平省，奇山州就是其轄下的行政區。
1975年12月27日，越南政府合并省份，河西省和和平省合并为河山平省，省莅河东市社。奇山县為其下轄的行政區之一。
1983年11月11日，奇山县1社划归和平市社管辖。
1988年4月24日，奇山县4社划归和平市社管辖。
1991年8月12日，越南国会通过决议，撤销河山平省，恢复河西省和和平省，祈山县劃分在和平省以下。
2019年12月17日，奇山县并入和平市。

## 行政区划
奇山县下辖1市镇9社，县莅奇山市镇。
- 奇山市镇（Thị trấn Kỳ Sơn）
- 民下社（Xã Dân Hạ）
- 民和社（Xã Dân Hòa）
- 独立社（Xã Độc Lập）
- 合城社（Xã Hợp Thành）
- 合盛社（Xã Hợp Thịnh）
- 蒙化社（Xã Mông Hóa）
- 富明社（Xã Phú Minh）
- 福进社（Xã Phúc Tiến）
- 安光社（Xã Yên Quang）